# Ceratina smaragdula
Ceratina smaragdula là một loài Hymenoptera trong họ Apidae. Loài này được Fabricius mô tả khoa học năm 1787.

## Hình ảnh

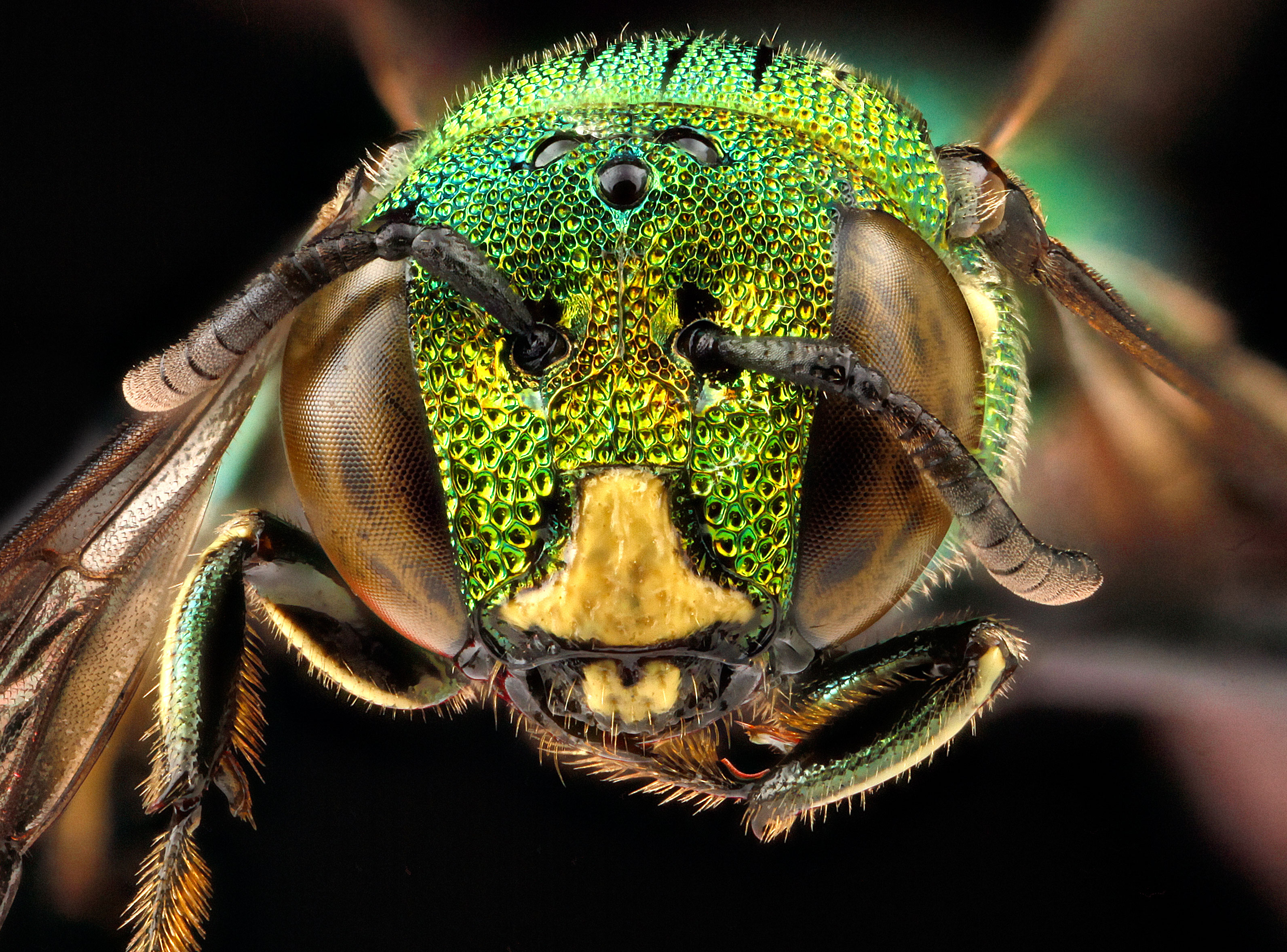